# Anātman
Anātman (En pāḷi: Anattā) es un término sánscrito que puede traducirse como Insustancialidad, No-yo, ausencia o insustancialidad de un alma (Atman), carencia de un ego (yo) perdurable o carencia de una existencia intrínseca. 
Se opone al concepto de Atman hinduísta que en la literatura india hace referencia a lo esencial en términos espirituales. 
La palabra se compone del prefijo "An", que es una negación y la expresión "Atman", auténtico ser, sí-mismo, o esencia verdadera. El Anātman es uno de los elementos más importantes y característicos de las enseñanzas budistas y por el que se diferencia del resto de religiones. Buda Gautama, su fundador, siguió una línea nastika (heterodoxa) que puede ser vista como una reacción o negación de los pensamientos existentes en las religiones dhármicas de la India de aquel entonces.
Al Buda se le llama a veces Anattā-vadi (maestro de la Insustancialidad).
El concepto de Anātman es también sin lugar a dudas, el aspecto más difícil de asimilar correcta y plenamente para sus seguidores. Para el Buda, si todo cambia -existe la transitoriedad- entonces no puede haber una entidad permanente en el ser, de ahí An-atman. El budismo afirma que nuestra idea sobre la existencia de nuestro "yo" es en realidad una idea falsa que surge sobre lo que no es más que una colección temporal de numerosos procesos dinámicos interdependientes y condicionados en constante cambio. De estos procesos surge la conciencia así como la noción de ser una individualidad. El no-yo no es equivalente a la aniquilación de la personalidad ni al nihilismo, ya que no se afirma la inexistencia de la persona, sino la inexistencia de una sustancia, esencia, alma, o entidad intrínseca duradera en la persona.  
El budismo considera yo, me y mi como convenciones e ideas relativas necesarias para poder operar en la vida diaria. En la terminología budista se le denomina una verdad convencional en contraposición a una verdad última o absoluta. Ambas coexisten en la realidad, no obstante sólo vivimos una de ellas a causa de la ignorancia sobre ello.
Anatman, al igual que el resto de afirmaciones filosóficas del budismo, es para sus seguidores un elemento de práctica en el que investigar y no una convención de fe. Nace teniendo como punto de partida la experiencia, que siempre supedita a los razonamientos en el budismo. Esa experiencia de "olvidarse a sí-mismo", surge normalmente a través de un camino doble simultáneo de aprendizaje: debido a la práctica permanente de entregarse plena e incondicionalmente a la acción que se está realizando en este preciso instante presente, cualquiera que sea, y debido a la práctica de la meditación (bhavana o cultivo de la mente).